# طب نفسي وصفي
يعتمد الطب النفسي الوصفي على دراسة الأعراض التي يمكن ملاحظتها والظواهر السلوكية بدلاً من عمليات الديناميكا النفسية الأساسية. وفي الطب النفسي الوصفي، يركز الطبيب النفسي السريري على السلوكيات والأحوال التي يمكن ملاحظتها في الإطار التجريبي، مثل نطق كلمات أو تنفيذ إجراءات.
وتشير الأعمال الحديثة في بعض الأحوال إليه على أنه علم النفس البيولوجي. وفي بدايات القرن العشرين، كان يدعمه إميل كرايبلين، وفي بعض الأحوال، يطلق عليه اسم طب كرايبلين النفسي. ومن بين أعمال الطب النفسي الوصفي الكبرى الدليل التشخيصي والإحصائي للاضطرابات النفسية.
ويتعارض تركيزه على الأعراض التي يمكن ملاحظتها مع تركيز الطب النفسي الديناميكي على العمليات العاطفية والآليات العقلية التي تستند إليها. وتتغير الشعبية النسبية لهذين المنهجين الأساسيين في الطب النفسي مع مرور الوقت. في أبسط حالاته، كان ينظر إلى الطب النفسي الوصفي على أنه «ضيق الأفق، وغير ذي أهمية، وليست له ضرورة حقيقية.» أما في أهم حالاته، فهو ينظر إليه على أنه نوع مرتب ومنظم وعلمي من الطب. ومعظم الأطباء النفسيين المعاصرين يرون أنه من المفيد للغاية الجمع بين المنهجين المتكاملين في شكل نموذج بيولوجي نفسي اجتماعي.